# Добромир Ташков
Добромир Ташков (болг. Добромир Ташков, 10 квітня 1925, Варна — 26 травня 2017) — болгарський футболіст, що грав на позиції нападника. По завершенні ігрової кар'єри — тренер. Заслужений майстер спорту (1960).
Виступав за клуби «Спартак» (Варна), «Спартак» (Софія) та «Славія» (Софія), а також національну збірну Болгарії. Також досяг успіху як тренер, вигравши три кубка Болгарії на чолі «Славії» та кілька трофеїв на Кіпрі, тренуючи «Омонію». Також у 1966 та 1979 роках був головним тренером збірної Болгарії.

## Клубна кар'єра
У дорослому футболі дебютував 1942 року виступами за команду «Спартак» (Варна), в якій провів вісім сезонів і з 157 голами у чемпіонаті є найкращим бомбардиром в історії клубу.
Протягом 1951—1953 років захищав кольори клубу «Спартак» (Софія) і у сезоні 1952 року, забивши 10 голів, став найкращим бомбардиром турніру.
1953 року перейшов до клубу «Славія» (Софія), за який відіграв 8 сезонів. У його складі ще двічі ставав найкращим бомбардиром чемпіонату Болгарії — у сезонах 1954 (25 голів) та 1958 (9 голів) років. Завершив кар'єру футболіста виступами за команду «Славія» (Софія) у 1961 році.
Незважаючи на серйозні індивідуальні здобутки, як гравець Ташков не виграв жодної командної нагороди, хоча багато разів був близький до цього, ставши 5 разів віце-чемпіоном Болгарії (1951 і 1952 року зі «Спартаком» (Софія) та 1954, 1955 і 1959 року зі «Славією») та двічі фіналістом Кубка Болгарії (1952 року зі «Спартаком» (Софія) і 1954 року зі «Славією»).

## Виступи за збірну
4 червня 1950 року дебютував в офіційних матчах у складі національної збірної Болгарії в товариській грі проти Албанії (2:1). Всього протягом кар'єри у національній команді, яка тривала 4 роки, провів у її формі 7 матчів, забивши 1 гол.

## Кар'єра тренера
Розпочав тренерську кар'єру невдовзі по завершенні кар'єри гравця, восени 1963 року, очоливши тренерський штаб «Славії» (Софія), з якою здобув двічі Кубок Болгарії, у 1964 та 1966 роках, а також став віце-чемпіоном країни у сезоні 1966/67 і чотири рази завойовував бронзові медалі (1964, 1965, 1966 та 1973). Також очолювана ним «Славія» вийшла до півфіналу Кубка володарів кубків 1966/67, що зробило її першою командою Болгарії, яка досягла такого результату. Паралельно у 1966 році два матчі очолював збірну Болгарії. Згодом у 1979 році він ще раз ненадовго повертався до роботи зі збірною, попрацювавши ще на 4 іграх і загалом за два приходи провів як головний тренер збірної 6 матчів, здобувши 4 перемоги та зазнавши 2 поразки при різниці м'ячів 15:8.
Протягом 1971—1972 років очолював тренерський штаб кіпрського клубу «Омонія», вигравши 1972 року «золотий дубль» — чемпіонат і кубок країни. Після цього Добромир повернувся до роботи зі «Славією» (Софія), попрацювавши з нею у 1974—1975 роках. Загалом «Славію» Ташков очолював у 228 офіційних іграх, що є рекордом для команди. Його результат — 102 перемоги, 71 нічия та 55 поразок при різниці м'ячів 342:245.
Протягом 1974—1975 років Ташков тренував «Спартак» (Варна), після чого став головним тренером марокканської «Раджі», з якою виграв Кубок Марокко у 1977 році.
Останнім місцем тренерської роботи Ташкова був клуб «Омонія», головним тренером команди якого Добромир Ташков знову був з 1982 по 1983 рік, вигравши з командою 1983 року усі три національних трофеї — чемпіонат, кубок та суперкубок Кіпру.
Помер 26 травня 2017 року на 93-му році життя.

## Титули і досягнення

### Як гравця
- Найкращий бомбардир чемпіонату Болгарії (3): 1952 (10 голів), 1954 (25 голів), 1958 (9 голів)

### Як тренера
- Володар Кубка Болгарії (3):

«Славія» (Софія): 1963, 1964, 1966
- Чемпіон Кіпру (2):

«Омонія»: 1971–72, 1982–83
- Володар Кубка Кіпру (2):

«Омонія»: 1971–72, 1982—1983
- Володар Суперкубка Кіпру (1):

«Омонія»: 1983
- Володар Кубка Марокко (2):

«Раджа»: 1977